# Millançay

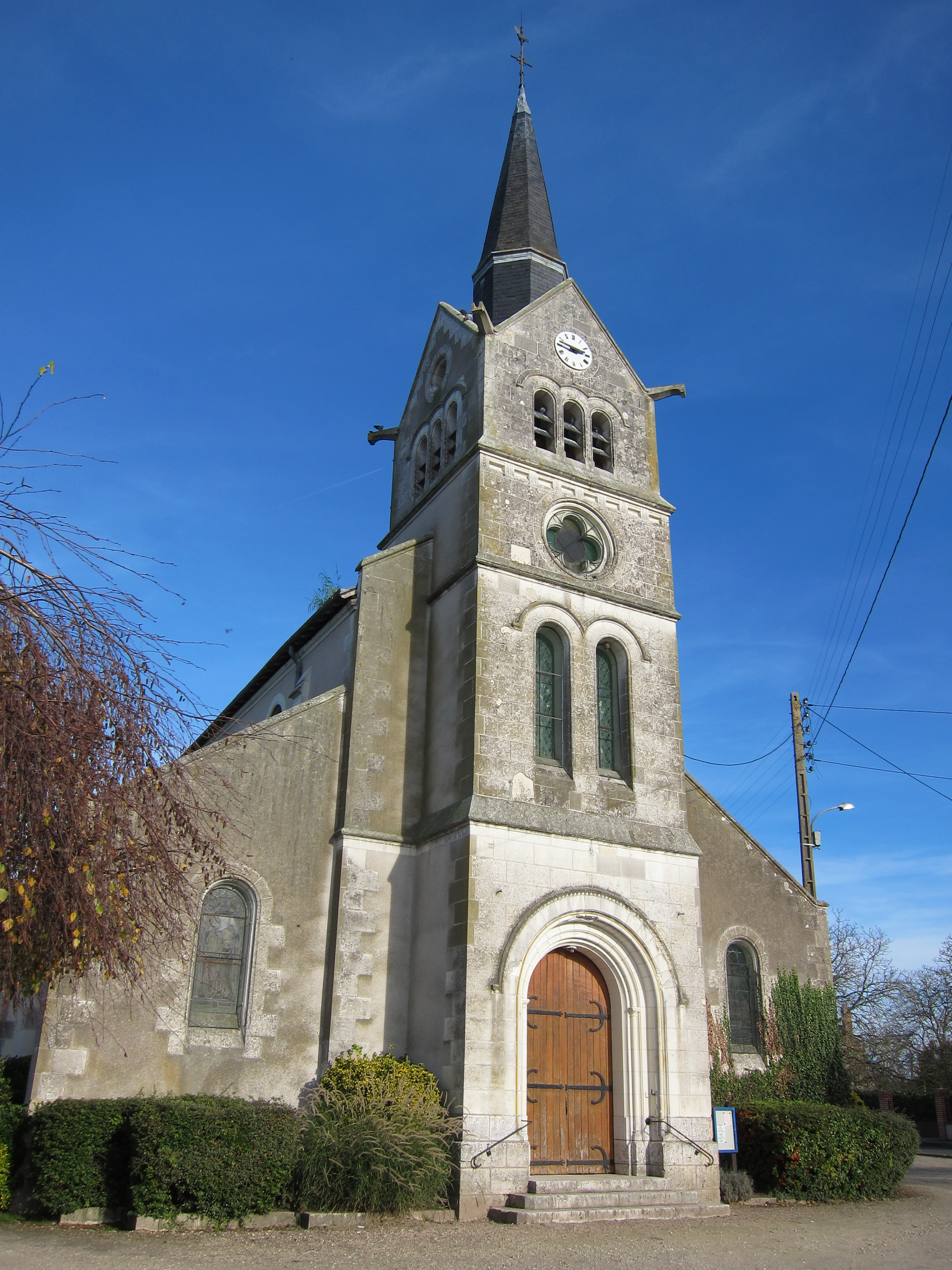
Kerk

Millançay is een gemeente in het Franse departement Loir-et-Cher (regio Centre-Val de Loire) en telt 755 inwoners (2005). De plaats maakt deel uit van het arrondissement Romorantin-Lanthenay.

## Geografie
De oppervlakte van Millançay bedraagt 57,2 km², de bevolkingsdichtheid is 13,2 inwoners per km².
De onderstaande kaart toont de ligging van Millançay met de belangrijkste infrastructuur en aangrenzende gemeenten.

## Demografie
Onderstaande figuur toont het verloop van het inwonertal (bron: INSEE-tellingen).